# 방사선 치료

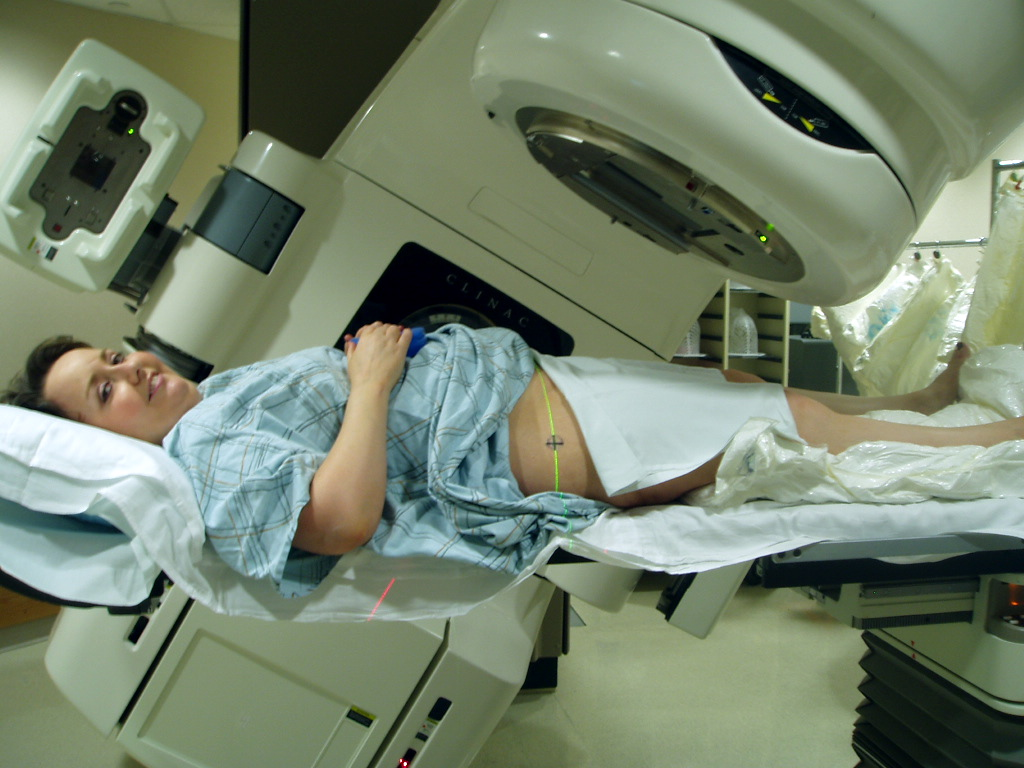

방사선치료(放射線治療, 영어: radiation therapy, radiotherapy, radiation oncology, RT, RTx, XRT)는 이온화 방사선으로 병을 고치는 것이다. 주로 암(악성 종양)을 치료하기 위해 방사선종양학에서 주로 사용되며, 이로써 암에 대한 이론을 세우고 이 분야의 전문가 양성에 힘을 쏟기도 한다.
비정상적으로 성장한 세포 덩어리인 암성 종양을 제거하기 위해 일반적으로 사용된다. 이온화 방사선은 암성 조직의 DNA를 손상시켜 세포 자살을 초래한다. 정상 조직(예: 종양을 치료하기 위해 방사선이 통과해야 하는 피부 혹은 장기)을 보호하기 위해서 성형된 방사선 빔은 종양과 교차하도록 여러 노출 각도에서 조준되어 주변의 건강한 조직보다 훨씬 더 큰 흡수선량을 제공한다. 종양 자체 외에도, 임상적으로 혹은 방사선학적으로 종양과 관련이 있거나 무증상 악성 확산의 위험이 있다고 생각되는 경우에 방사선장에는 배 림프절 포함할 수 있다. 매일의 설정 및 종양 내부 움직임의 불확실성을 받아들이기 위해 종양 주위의 정상 조직의 여백을 포함하는 것이 필요하다. 이러한 불확실성은 내부 움직임(예 : 호흡 및 방광이 차는 것) 및 종양 위치에 따른 바깥피부 자국의 움직에 의해 야기될 수 있다.
방사선 종양학(Radiation Oncology)은 방사선 처방과 관련된 의학 전문 분야이며, 의료 영상 및 진단에 방사선을 사용하는 방사선과는 구별된다. 방사선은 방사선 종양 전문의사가 치료 혹은 보조 요법 목적으로 처방할 수 있다. 이는 완화치료(치료가 불가능하고 국소적 질환 조절 혹은 증상 완화가 목적인 경우) 혹은 치료적 치료( 치료가 생존에 이점이 있고 완치될 수 있는 경우)로 사용할 수 있다. 방사선 치료는 수술, 화학요법, 호르몬 요법, 면역 요법 혹은 네 가지 요법을 혼합하는 것이 일반적이다. 가장 흔한 암 종류는 어떤 방식으로든 방사선 치료로 치료할 수 있다.
정확한 치료 의도(완치, 보조, 선행화학요법 혹은 완화)는 환자의 전반적인 건강 상태뿐만 아니라 종양의 종류, 위치 및 병기에 따라 달라진다. 전신방사선치료(TBI)는 골수이식을 받을 수 있는 신체를 준비 시키기 위해 사용되는 방사선 치료 기술이다.
치료가 필요한 부위의 내부 혹은 옆에 방사선원을 배치하는 근접치료(내부방사선치료)는 유방암, 전립선암 및 기타 장기의 암을 치료하는 과정에서 건강한 조직에 대한 노출을 최소화하는 방사선 치료의 또 다른 형태이다. 방사선 치료는 삼차신경통, 청신경초종, 중증 갑상선 안병증, 익상편, 색소 융모 결절성 활막염, 켈로이드 흉터 성장 예방, 혈관 재협착증, 이소성골화증의 예방과 같은 비악성 질환에 여러 가지 용도로 적용된다.

## 방사선치료의 목적

### 근치적 목적
계획된 방사선량을 주위 정상 조직의 피해는 최소화 하면서 목표한 암 덩어리에 정확히 투여하여, 암을 근절하고 삶의 질을 높게 유지하며 생명을 연장한다.

### 증상완화 목적
통증 완화, 골절 예방, 저하된 장기 기능 회복 및 막힌 관상 기관을 뚫어주는 등의 암에 의한 증상을 경감시킨다.

## 부작용
방사선 치료(RT)는 가 자체로는 통증이 없다. 많은 저선량 완화치료(예 : 뼈 전이에 대한 방사선 치료)는 부작용이 거의 없거나 전혀 발생되지 않지만, 치료 부위에 신경을 압박하는 부종으로 인해 치료 후 며칠 동안 단기적인 통증이 재발되는 경험을 할 수 있다. 복용량을 더욱 높일수록 치료 중(급성 부작용), 치료 후 수개월 혹은 수년 동안(장기 부작용) 혹은 재치료 후(누적 부작용) 다양한 부작용이 발생할 수 있다. 부작용의 특성, 심각도 및 수명은 방사선을 받는 기관, 치료 자체(방사선의 종류, 복용량, 분할, 동시 화학 요법) 및 환자에 따라 달라진다. RT 사례 중 5%에서 심각한 방사선 합병증이 발생할 수 있다. 50 Gy RT 투어량을 투약 후 급성(거의 즉시) 혹은 아급성(RT 후 2~3개월) 방사선 부작용이 발생할 수 있다. 65 Gy 이후에는 방사선 손상이 늦거나 지연되어 발생할 수 있다(6개월에서 10년).
거의 모든 부작용은 예측 가능하고 예상할 수 있다. 방사선으로 인한 부작용은 일반적으로 치료 중인 환자의 신체 부위에 국한된다. 부작용은 용량에 따라 좌우된다. 예를 들어, 두경부 방사선의 용량이 높을수록 심혈관 합병증, 갑상선 기능 저하증, 뇌하수체 기능 장애와 연관되어 발생할 수 있다. 현대 방사선 치료는 부작용을 최소화하고 환자가 피하기 어려운 부작용을 이해하고 대처할 수 있도록 돕는 것을 목표로 하고 있다.
보고된 주 부작용은 경미하거나 중증 정도의 일광화상과 같은 피로 및 피부 자극이다. 피로는 종종 치료 과정 중에 나타나며, 치료가 끝난 후에도 몇 주 동안 지속될 수 있다. 자극받은 피부는 치유될 것이지만 예전만큼의 탄력이 없을 수 있다.

### 급성 부작용

#### 메스꺼움과 구토
메스꺼움과 구토는 방사선 치료의 일반적인 부작용이 아니며, 기계적으로 위나 복부의 치료( 일반적으로 치료 후 몇 시간 후에 반응)에만 관련이 있거나 특정 두경부 암(가장 일반적으로 내이의 전정 기관)을 치료하는 동안 머리 안에서 메스꺼움을 유발하는 특정 구조에 대한 방사선 치료와 관련이 있다.
고통스러운 치료와 마찬가지로 일부 환자들은 방사선 치료 도중에 곧바로 구토를 하거나, 심지어 이를 예상하기도 하지만 이는 심리적인 반응으로 간주된다. 메스꺼움은 어떤 이유로든 항구토제로 치료할 수 있다.

#### 상피 조직 손상
상피 조직은 방사선 치료로 인해서 손상될 수 있다. 치료 부위에 따라 피부, 구강 점막, 인두, 장점막, 요관 등이 포함될 수 있다. 손상 시작과 회복 속도는 상피세포의 회전율에 따라 달라지는데, 일반적으로 피부는 치료를 시작한 지 몇 주 만에 분홍색으로 변하고 아프기 시작한다. 치료 중과 방사선 치료 종류 후 일주일 동안 반응이 더욱 심해져 피부가 무너질 수 도 있다. 이런 습성표피탈락은 불편하지만 대부분 회복이 빠르다. 피부 반응은 여성의 유방 아래, 귀 뒤, 사타구니 등 피부에 자연스러운 주름이 져 있는 부위에서 더욱 악화되는 경향이 있다.

#### 입, 목, 위 염증
머리와 목 부위를 치료하게 되면 입과 목에 일시적인 통증과 궤양이 흔하게 발생한다. 만약 심할 경우엔 삼키는 데 영향을 줄 수 있으며, 환자는 진통제와 영양제/식품 보충제가 필요할 수 있다. 식도를 직접 치료하거나 일반적으로 발생하는 것처럼 폐암 치료 중에 부차방사선을 투여받으면 식도에 통증이 있을 수 있다. 간암 및 전이를 치료할 때, 부차방사선이 위염, 소화성궤양, 십이지장 궤양을 유발할 수 있다. 이 부차방사선은 일반적으로 방사성 물질이 주입되는 비표적 전달(환류)에 의해 발생한다. 이러한 유형의 부작용 발생을 줄이기 위한 용, 기법 및 장치가 있다.

#### 복통
하부장은 방사선으로 직접 치료(직장암 또는 항문암 치료)하거나 방사선 치료로 다른 골반 구조(전립선, 방광, 여성 생식기)에 노출될 수 있다. 대표적인 증상은 통증, 설사, 메스꺼움 등이 있다. 방사선 치료와 관련된 설사는 영양 중재를 통해서 도움을 받을 수 있다. 원발성 골반암에 대한 항암 치료의 일환으로 골반 방사선 치료를 받고 있는 사람들을 대상으로 한 연구에 따르면 방사선 치료를 받고 있는 중에 식이 지방, 섬유질 및 유당의 변화가 치료가 끝난 후 설사를 감소시키는 것으로 나타났다.

#### 종창
발생하는 일반적인 염증의 한 부분으로 연조직의 종창이 방사선 치료 중 문제를 일으킬 수 있다. 이는 뇌종양 및 뇌 전이 치료 중에 우려가 있을 수 있으며, 특히 기존에 상승된 두개내압이 있거나 종양이 내강(예: 기관 또는 주 기관지)을 거의 완전히 막는 경우에 문제가 된다. 방사선 치료 전에 수술적 개입이 고려될 수 있다. 수술이 불필요하거나 부적절하다고 판단되는 경우에 환자는 종창을 줄이기 위해 방사선 치료 중에 스테로이드를 투여받을 수 있다.

#### 불임(증)
생식샘(난소와 고환)은 방사선에 매우 민감하다. 대부분 정상적인 치료는 방사선량에 직접적으로 노출되면 생식세포를 생산하지 못할 수도 있다. 모든 신체 부위에 대한 치료 계획은 생식샘이 주요 치료 부위가 아닌 경우 생식샘에 대한 선량을 완전히 배제하지는 않더라도 최소화하도록 설계되었다.

### 만성 부작용
만성 부작용은 치료 후 몇 달에서 몇 년 사이에 발생하며 일반적으로 치료를 받은 부위로 국한된다. 혈관 및 결합 조직 세포의 손상으로 인해 발행하는 경우가 많으며, 치료를 더 작은 부분으로 분하면 많은 만기 효과가 감소된다.

#### 섬유증
방사선 조사를 받은 조직은 확산 흉터 형성 과정으로 인해 시간이 지남에 따라 탄성이 떨어지는 경향이 있다.

#### 탈모
탈모(머리 빠짐)는 1 Gy 이상의 선량을 받으면 모발에 있는 모든 피부에서 발생할 수 있다. 이는 방사선장 내에서만 발생한다. 탈모는 10 Gy의 단일 선량으로 영구적일 수 있지만, 선량이 분할된 경우에 선량이 45 Gy를 초과할 때까지 영구적 탈모가 발생하지 않을 수 있다.

#### 건조증
침샘과 눈물샘의 방사선 내성은 2Gy 단위로 약 30Gy의 허용 오차를 가지는데, 이는 대부분의 급진적인 두경부암 치료에서 초과되는 선량이다. 입 건조(구강 건조증)과 눈 건조(안구 건조증)은 장기적으로 장기적인 문제가 될 수 있으며 환자의 삶의 질을 심각하게 저하시킬 수 있다. 마찬가지로, 치료된 피부(예: 겨드랑이)의 땀샘은 작동을 멈추는 경향이 있고, 골반 방사선 조사 후 자연적으로 촉촉한 질 점막이 건조해지는 경우가 많다.

#### 만성 부비동 배액술
연조직, 구개암 또는 골암에 대한 두경부 부위의 방사선 요법 치료는 만성 부비동관 배액술 및 뼈의 누공을 유발할 수 있다.

#### 림프부종
국소적인 체액 저류 및 조직 부종의 상태인 림프부종은 방사선 치료 동안 지속되는 림프계 손상으로 인해 발생할 수 있다. 이는 겨드랑이 림프절을 제거하는 수술을 한 후에 보조 겨드랑이 방사선 치료를 받는 유방 방사선 치료 환자에서 가장 흔히 보고되는 합병증이다.

#### 암
방사선은 암의 잠재적 원인이며, 일부 환자에서 2차 악성 종양이 나타난다. 암 생존자들은 생활습관 선택, 유전적 요인, 이전 방사선 치료 등 여러 요인으로 인해 일반인들에 비해 악성 종양에 걸릴 가능성이 더 높다. 이러한 단일 원인으로 인한 2차 암 발병률을 직접적으로 정량화하는 것은 어렵다. 연구에 따르면 방사선 치료는 소수의 환자에게만 2차 악성 종양의 원인이 되는 것으로 밝혀졌다. 건강한 조직에 대한 선량을 줄이는 것을 목표로 하는 양자선치료 및 중입자 치료(탄소 이온 치료)와 같은 새로운 기술은 이러한 위험을 낮출 것이다. 일부 혈액학적 악성 종양은 3년이내에 발생할 수 있지만, 치료 후 4~6년 후에 발생하기 시작한다. 대부분의 경우, 이러한 위험은 2차 악성 종양의 더 높은 부담을 가진 소아 악성 종양에서도 1차 암을 치료함으로써 부여되는 위험 감소 요인보다 훨씬 더 크다.

#### 심혈관질환
방사선은 이전 유방암 RT 요법에서 관찰된 바와 같이 심장 질환 및 사망 위험을 증가시킬 수 있다. 방사선 치료는 심혈관 후유증 사례(즉, 심장 마비 또는 뇌졸중)의 위험을 악화 요인을 포함하여 개인의 정상 비율보다 1.5~4배 증가시킨다. 이 증가량은 RT의 선량 강도, 용량 및 위치와 관련하여 선량 의존성을 띈다. 동시 화학요법(예: 안트라사이클린)의 사용은 악화되는 위험 요소이다. RT로 인한 심혈관 질환의 발생률은 10~30%로 추정된다.
심혈관계 만성 부작용은 방사선 유도성 심장질환(RIHD) 및 방사선 유도성 심혈관 질환(RIVD)으로 불린다. 증상은 복용량에 따라 다르며 심근병증, 심근섬유증, 판막성 심질환, 관상동맥질환, 부정맥 및 말초동맥질환을 포함한다. 방사선 유도성 섬유증, 혈관 세포 손상 및 산화 스트레스는 이러한 증상과 다른 만성 부작용 증상을 유발할 수 있다. 대부분의 방사선 유도성 심혈관 질환은 치료 후 10년 이상 후에 발생하므로 인과관계를 판단하기가 더 어렵다.

#### 인지 저하
머리에 방사선을 쏘는 경우에 인지 저하를 일으킬 수 있다. 인지 저하는 특히 5세에서 11세 사이의 어린 아이들에게서 뚜렸하게 나타났다. 예를 들어, 연구에 따르면 5세 어린이의 IQ가 치료를 받은 후 매년 몇 점씩 감소했다고 밝혔다.

#### 방사선창자염

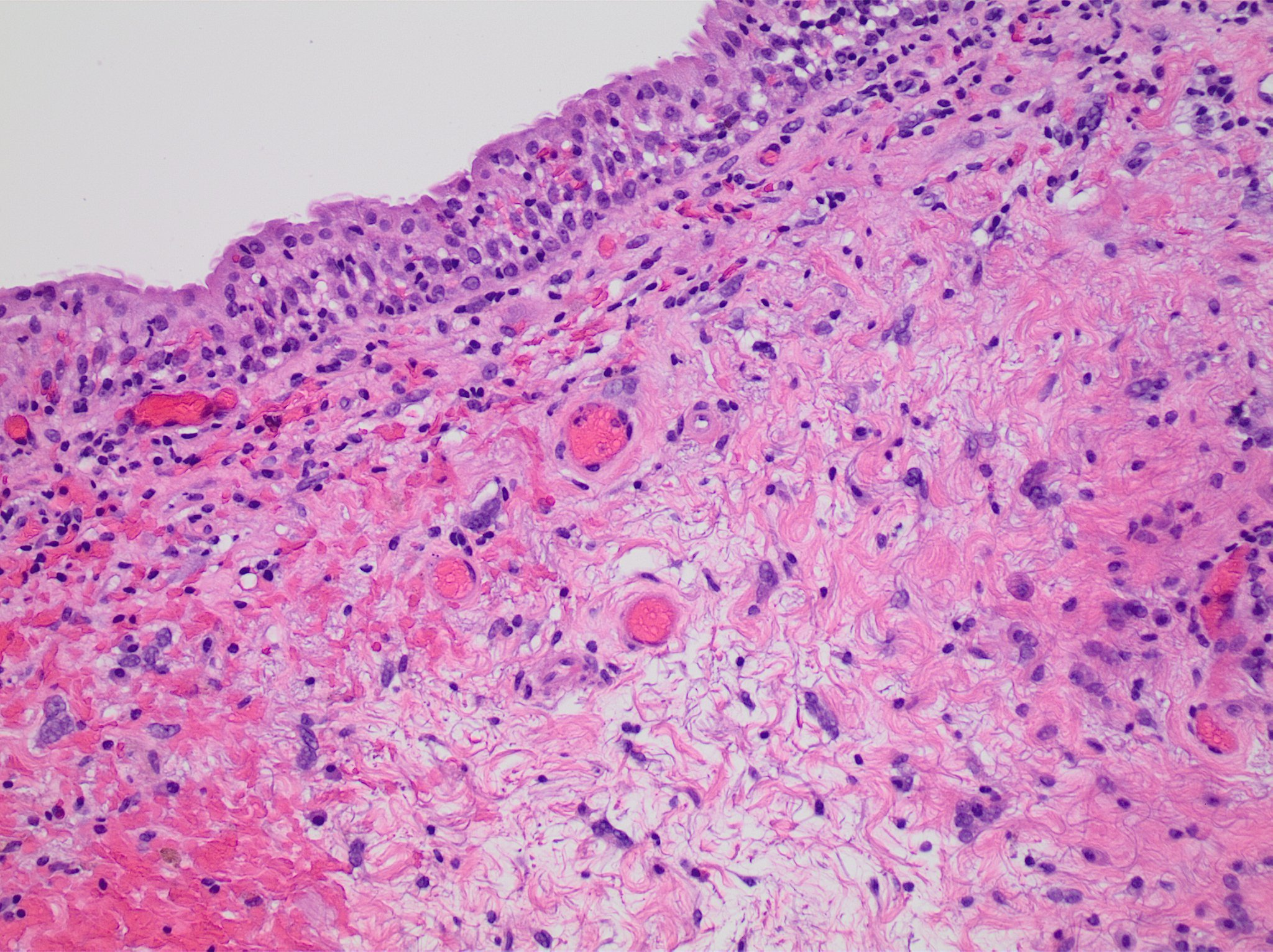
비정형 간질세포("방사선 섬유모세포")를 포함한 방사선 방광염의 조직병리학

복부 및 골반 방사선 치료 후에 작은창자가 손상될 수 있다. 위축, 섬유증 및 혈관 변화로 흡수장애, 설사, 지방변증 및 출혈을 일으키고 담즙산 설사와 회장연루로 인해 흔히 발견되는 비타민 B12 흡수 장애가 발생한다. 골반방사선질환에는 방사선 직장염이 포함하여 출혈, 설사 및 절박감(소변이 막 나오려는 매우 급한 상황)을 유발하며 방광이 영향을 받을 경우 방사선 방광염을 유발할 수 있다.

#### 방사선 유발다발성 신경병증
방사선 치료는 신경 조직 또한 방사선민감성이기 때문에 대상이 되는 부위 근처 또는 전달 경로 내의 신경을 손상시킬 수 있다. 이온화방사선으로 인한 신경 손상은 미세혈관 손상, 모세혈관 손상 및 신경 탈수초의 초기 단계인 단계에서 발생한다. 또한, 방사선으로 인한 비조절 섬유 조직 성장으로 인해 혈관 수축과 신경 압박으로 인해 후속 손상이 발생한다. 방사선 유발 다발성 신경병증(ICD-10-CM Code G62.82)은 방사선 치료를 받는 환자의 약 1~5%정도에서 발생한다.
방사선 조사 영역에 따라 중추신경계(CNS) 또는 말초신경계(PNS)에서 만기 효과 신경병증이 발생할 수 있다. 예를 들어, 중추신경계에서 뇌신경 손상은 일반적으로 치료 후 1~14년 동안 시력 손상으로 나타난다. 말초신경계에서 신경얼기 손상은 치료 후 최대 30년까지 나타나는 방사선 유발 허리엉치신경얼기병증 또는 방사선 유발 위팥신경얼기병증으로 나타난다. 이는 방사선으로 인해 해당 부위의 혈관을 직간접적으로 손상되어 발생하는 응고성 괴사의 일종으로, 이로 인해 남아있던 건강한 조직으로 혈액 공급이 감소되어 허혈성 뇌졸중에서 발생하는 것과 유사하게 허혈로 사망하게 .

#### 방사선 괴사
방사선 괴사는 방사선 조사 부사 근처의 건강한 조직이 죽는 것을 말한다. 이는 방사선으로 인해 해당 부위의 혈관을 직간접적으로 손상되어 발생하는 응고괴사의 일종으로, 이로 인해 남아있던 건강한 조직에 혈액 공급이 감소하여 허혈성 뇌졸중에서 발생하는 것과 유사하게 허혈로 사망하게 된다. 이것은 치료의 간접적인 효과이기 때문에 방사선에 노출된 후 수개월에서 수십 년 후에 발생한다. 방사선 괴사는 가장 일반적으로 뼈방사선괴사, 질방사선 괴사, 연조직 방사선 괴사 혹은 후두 방사선 괴사로 나타난다.

### 누적되는 부작용
이 과정의 누적 효과를 장기 효과와 혼동해서는 안 된다. 단기 효과가 소실되고 장기 효과가 무증상인 경우에도 재조사는 여전히 문제가 될 수 있다. 이러한 선량은 방사선 종양 전문의에 의해서 계산(예측)되며, 후속 방사선이 발생하기 전에 많은 요인이 고려된다.

### 생식에 미치는 영향
수정 후 처음 2주 동안의 방사선 치료는 치명적이지만 기형유발물질은 없다. 임신 중 고선량의 방사선에 노출되면 기형, 성장 장애, 지적 장애를 유발하고, 자녀에게 소아 백혈병 및 기타 종양이 발생할 위험이 증가할 수 있다. 이전에 방사선 치료를 받은 남성의 경우, 치료 후에 임신한 자녀의 유전적 결함이나 선천성 기형의 증가는 없는 것으로 보인다. 그러나 보조생식기술과 미세조작기술을 사용하면 이러한 위험이 증가할 수 있다.

### 뇌하수체에 미치는 영향
뇌하수체저하증은 일반적으로 안장 및 안장옆 신생물, 세포외 뇌종양, 두경부 종양에 대한 방사선 치료를 한 다음, 전신 악성 종양에 대한 전신 방사선 조사 후에 발생한다. 그리고 소아암 치료를 받는 어린이의 40~50%에서 내분비 부작용이 발생한다. 방사선 유발 뇌하수체저하증은 주로 성장호르몬과 생식선호르몬에 영향을 미친다. 이와 반대로, 방사선 유발 뇌하수체저하층 환자는 부신겉질자극호르몬(ACTH)과 갑상샘자극호르몬(TSH)의 결손이 가장 적다. 프로락틴 분비의 변화는 대체로 경미하며, 방사선에 대한 예후로 바소프레신 결손이 나타나는 경우는 극히 드물다.

### 후속수술에 미치는 영향
상처치유능력이 손상된 지연조직손상은 65Gy를 초과하는 선량을 받은 후 발생하는 경우가 많다. 외부 방사선 치료의 홀로그래픽 등선량으로 인해 미만성 손상 패턴이 발생한다. 표적 종양의 대부분이 방사선을 받는 반면에, 종양의 중심으로부터 점점 더 먼 거리의 건강한 조직도 빔의 발간으로 인해 확산 패턴으로 조사된다. 이 상처들은 진행성, 증식성 동맥내막염, 즉 조직의 혈액 공급을 파괴하는 동맥 내층의 염증을 나타낸다. 이와 같은 조직은 만성적으로 저산소증, 섬유증을 일으키고 적절한 영양소와 산소 공급 없이 끝나게 된다. 이전에 방사선 조사를 한 조직의 수술은 실패율이 매우 높다. 예를 들어, 유방암으로 인해 방사선 치료를 받은 여성은 만성효과의 흉벽 조직 섬유증과 혈저관성이 발생하여 성공적인 재건과 치유가 불가능하지는 않지만 어렵다.

## 같이 보기
- 피폭
- 발암 물질
- 암세포
- 대한방사선종양학회